# Liste des lacs au Liberia
La Liste des lacs au Liberia répertorie la liste non exhaustive des lacs sur le territoire de Liberia.

## Lacs principaux selon leurs types
Le lac Piso est le plus grand lac du Liberia avec une superficie de 103 km².